# Inversor (electrónica)

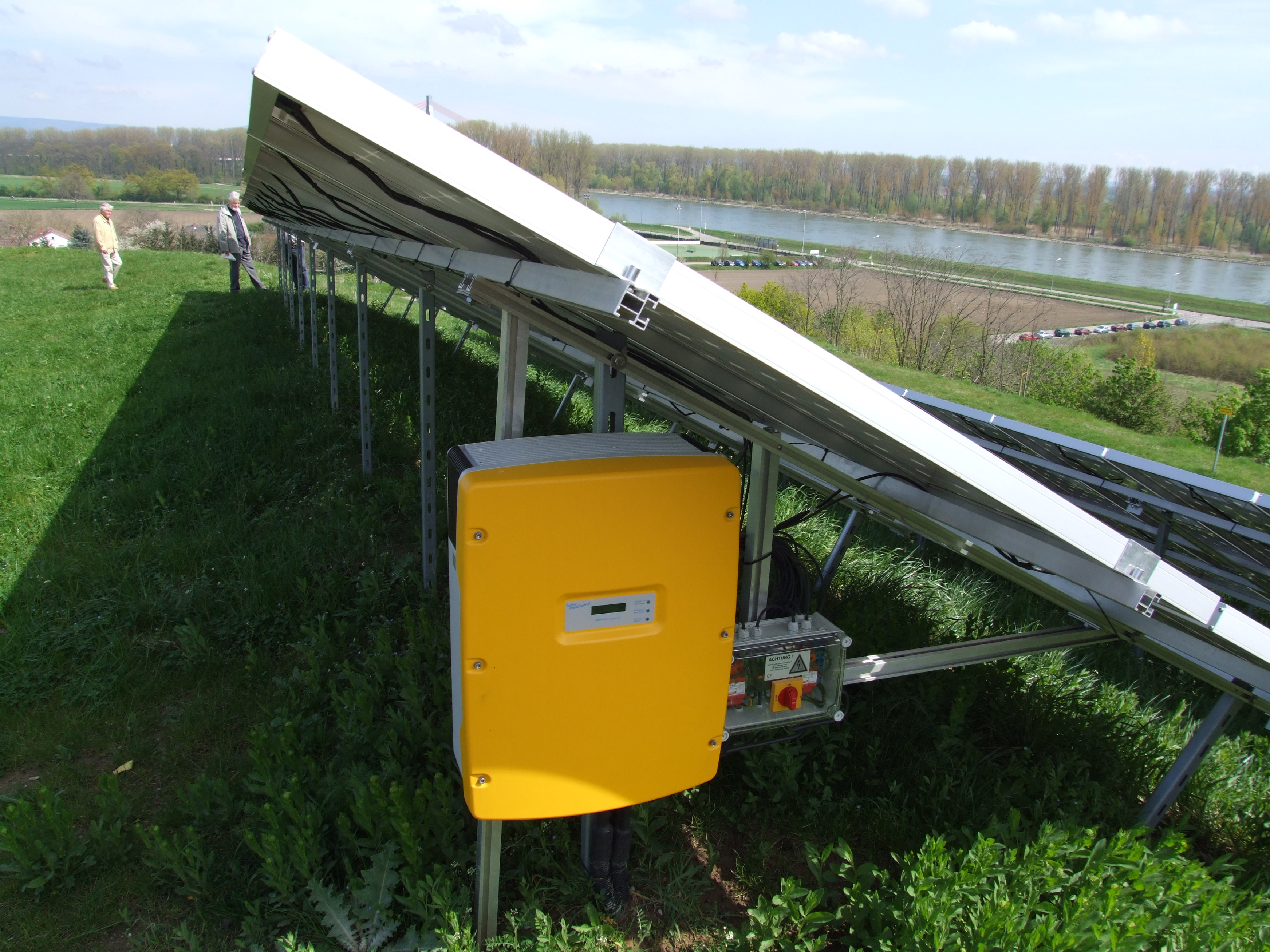
Un inversor solar instalado en una planta de conexión a red en Speyer, Alemania.

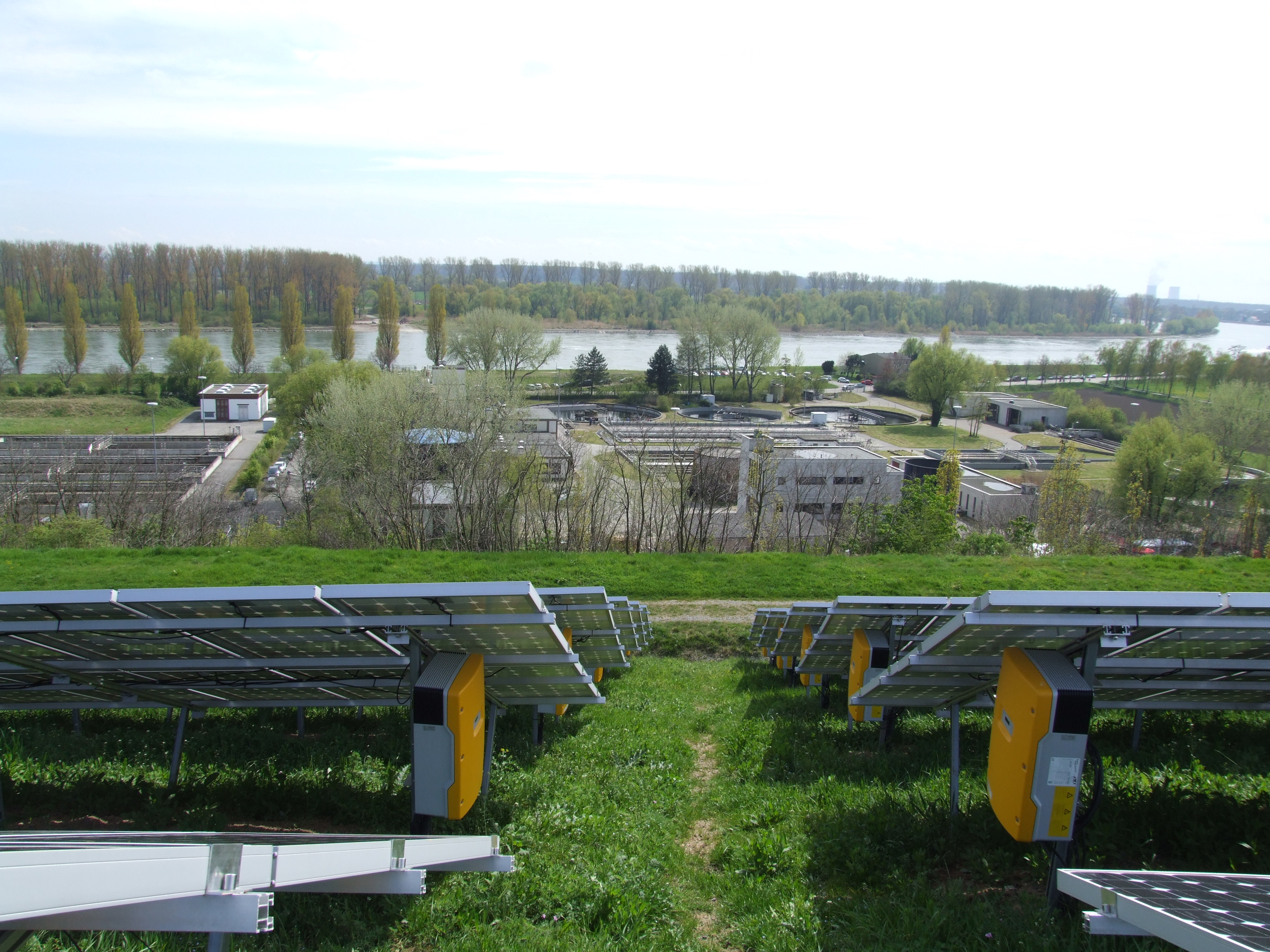
Vista general de una planta fotovoltaica, con varios inversores colocados sobre la estructura portante de los paneles, en la parte posterior de cada fila.

Un inversor es un dispositivo que cambia o transforma  una tensión de entrada de corriente continua a una tensión simétrica de salida (senoidal, cuadrada o triangular) de corriente alterna, con la magnitud y frecuencia deseada por el usuario o el diseñador.

## Aplicaciones
Los inversores se utilizan en una gran variedad de aplicaciones, desde pequeñas fuentes de alimentación para computadoras, hasta aplicaciones industriales para controlar alta potencia. Los inversores también se utilizan para convertir la corriente continua generada por los paneles solares fotovoltaicos, acumuladores o baterías, etc, en corriente alterna y de esta manera poder ser inyectados en la red eléctrica o usados en instalaciones eléctricas aisladas.
El aire acondicionado inversor o inverter, es un tipo de acondicionador de aire que utiliza un inversor de potencia para fijar la velocidad del motor del compresor y así dejar constante la temperatura, con lo que se ahorra un mínimo del 40% de la electricidad.

## Funcionamiento
Un inversor simple analógico consta de una bobina (inductor) y un interruptor, el cual se utiliza para interrumpir la corriente y colapsar el campo magnético de la bobina generando una onda pulsante inversa. 
Esta onda pulsante inversa es variable en el tiempo y puede inducir corriente.   
Un inversor simple digital consta de un oscilador que controla a un transistor, el cual se utiliza para interrumpir la corriente entrante y generar una onda rectangular.

Esta onda rectangular alimenta a un transformador que suaviza su forma, haciéndola parecer un poco más una onda senoidal y produciendo la tensión de salida necesaria. 
La forma de onda de salida de la tensión de un inversor ideal debería ser sinusoidal. Una buena técnica para lograr esto es utilizar la técnica de PWM logrando que la componente principal senoidal sea mucho más grande que las armónicas superiores.
Los inversores más modernos han comenzado a utilizar formas más avanzadas de transistores o dispositivos similares, como los tiristores, los triac , IGBT y MOSFETs.
Los inversores más eficientes utilizan varios filtros electrónicos para tratar de llegar a una onda que simule razonablemente a una onda senoidal en la entrada del transformador, en vez de depender de este para suavizar la onda.
Se pueden clasificar en general en dos tipos: 1) inversores monofásicos y 2) inversores trifásicos.
Se pueden utilizar condensadores e inductores para suavizar el flujo de corriente desde y hacia el transformador.
Además, es posible producir una llamada "onda senoidal modificada", la cual se genera a partir de tres puntos: uno positivo, uno negativo y uno de tierra. Una circuitería lógica se encarga de activar los transistores de manera que se alternen adecuadamente. Los inversores de onda senoidal modificada pueden causar que ciertas cargas, como motores, por ejemplo; operen de manera menos eficiente.
Los inversores más avanzados utilizan la modulación por ancho de pulsos con una frecuencia portadora mucho más alta para aproximarse más a la onda seno o modulaciones por vectores de espacio mejorando la distorsión armónica de salida. También se puede predistorsionar la onda para mejorar el factor de potencia (cos Φ).
Los inversores de alta potencia, en lugar de transistores utilizan un dispositivo de conmutación llamado IGBT (Insulated Gate Bipolar transistor o Transistor Bipolar de Puerta Aislada).

## Parámetros de rendimiento
- Factor armónico de la n-ésima armónica (HFn) El HFn, que es una medida de la contribución individual de esa armónica se define así:

{\displaystyle HF_{n}={V_{on} \over V_{o1}}} para {\displaystyle n>1} 
donde {\displaystyle V_{1}} es el valor eficaz (rms) de la componente fundamental, y {\displaystyle V_{on}} es el valor eficaz de la n-ésima componente armónica.
- Distorsión armónica total (THD-Total Harmonic Distortion). La distorsión armónica total, es una medida de la coincidencia de formas entre una onda y su componente fundamental, se define como

{\displaystyle THD={1 \over V_{o1}}{\sqrt {\sum _{n=2,3,...}^{\infty }V_{on}^{2}}}}
- Factor de distorsión (DF-Distortion Factor) Se diferencia de la anterior en que detalla a cualquiera de las armónicas que constituye la señal, por el principio de Fourier. El DF indica la cantidad de distorsión armónica que queda en determinada forma de onda después de someter a las armónicas de esa onda a una atenuación o filtrado de segundo orden, es decir, dividirlas entre {\displaystyle n^{2}}. Se vuelve entonces una medida de la eficacia de la reducción de armónicos no deseados, y se define así:

{\displaystyle DF={1 \over V_{o1}}{\sqrt {\sum _{n=2,3,...}^{\infty }({V_{on}^{2} \over n^{2}})^{2}}}}
El DF de un componente armónico individual (o el n-esimo) se define como:
{\displaystyle DF_{n}={V_{on} \over V_{o1}n^{2}}} para {\displaystyle n>1}
- Armónica de orden más bajo (LOH-Lowest Order Harmonic) es aquel componente armónico cuya frecuencia se acerca más a la de la fundamental, y su amplitud es mayor o igual al 3% de la componente fundamental.